# Syngramma borneensis
Syngramma borneensis är en kantbräkenväxtart som först beskrevs av William Jackson Hooker, och fick sitt nu gällande namn av John Smith. Syngramma borneensis ingår i släktet Syngramma och familjen Pteridaceae. Inga underarter finns listade.